# イタヤガイ
イタヤガイ（板屋貝、半辺蛤、魁蛤、Pecten albicans, 英: Japanese baking scallop, 独: Japanische Backmuschel）は、イタヤガイ目イタヤガイ科の二枚貝。食用。和名の漢字表記の1つである「板屋貝」の由来は、木の板で葺いた家屋・板屋。平らなほうの殻が板で葺いた屋根のようだから。別名:ヒシャクガイ。

## 分布
日本国内では北海道南部から九州。ほかに朝鮮半島、中国沿岸。

## 形態
右の殻は左の殻よりも大きく、強く膨らむ。白色または黄白色。内側は白色、しばしば暗褐色の斑を持つ。これに対し左の殻は扁平で赤褐色。殻長10センチ。8 -10本の放射肋あり。
100個の眼を持つ。雌雄同体である。

## 生態
水深10 - 80メートルの砂底または砂泥底に生息。平らな側を上に向けて海底の砂の上にいる。敵に襲われると殻の隙間（前後の端、腹縁部）から水を噴き出して逃げる。植物プランクトンなどを濾過して摂食する。

## 人との関わり

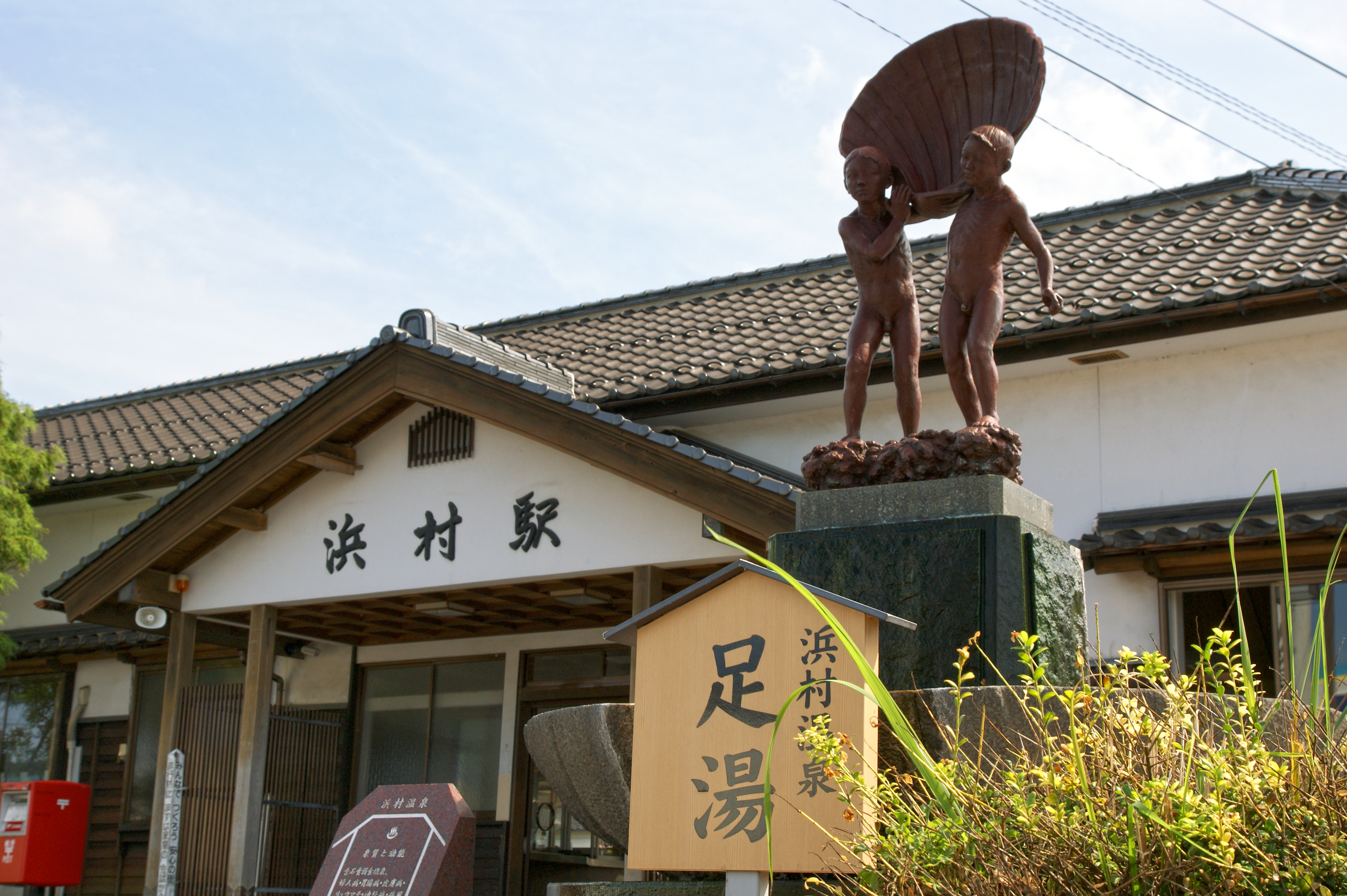
イタヤガイ漁に材を採った新民謡『貝殻節』の記念碑（鳥取市浜村駅）

食用。ホタテガイやヒオウギガイのように、大きな貝柱を賞味する。焼き物、煮物、フライ、干物などが美味。
鹿児島県ではツキヒガイに混獲されることがあるが、ツキヒガイに比べて小型で知名度も低く、市場にはほとんど出荷していない。伊勢湾でも底曳き網などで漁獲するが、水揚げは少ない。
本種の漁は、大量発生した際にこれを漁獲しつくすという形で行われるため、従来資源管理が困難であった。島根県では本種の天然採苗が可能であると分かったことから、1979年から養殖の対象となっている。養殖用稚貝は天然採苗により入手。
ほかに、貝杓や灯明皿に利用された実績あり。